# Pusta Kuźnica (Lubliniec)
Pusta Kuźnica (niem. Wüstenhammer) – dzielnica Lublińca znajdująca się w południowej części miasta. Jest jedną z lublinieckich dzielnic stanowiących bazę turystyczną miasta. Dzielnica składa się z dwóch części: wschodniej i zachodniej. Przez Kuźnicę biegnie DK 11 Kołobrzeg - Bytom. Kuźnica Pusta położona jest nad rzeką Małą Panwią.
Pusta Kuźnica jest małą śródleśną osadą, położoną ok. 9,5 km na południe od centrum Lublińca, za lasem. Wraz z Kokotkiem stanowi mały zespół osadniczy. Położona blisko międzywojennej granicy Polski z Niemcami.
Od końca XVIII w. wieś posiadała własną pieczęć gminną z napisem: GEMEINDE – WÜSTEHAMR – LUBLINITZ – KREIS.

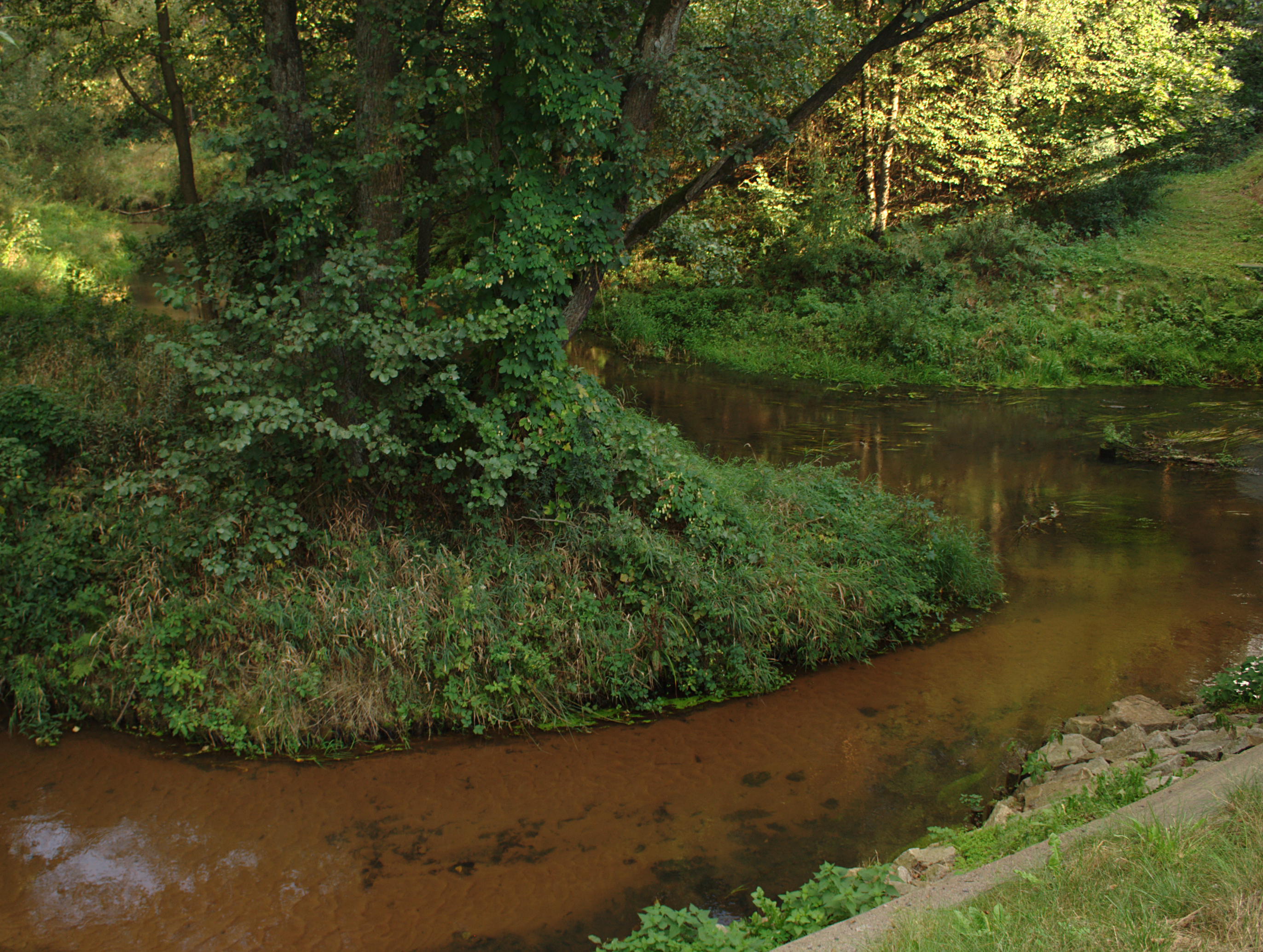
Ujście Leśnicy do Małej Panwi